# Embelia incumbens
Embelia incumbens är en viveväxtart som beskrevs av Carl Christian Mez. Embelia incumbens ingår i släktet Embelia och familjen viveväxter. Inga underarter finns listade i Catalogue of Life.